# Список керівників держав 530 року
Список керівників держав 530 року — це перелік правителів країн світу 530 року
Список керівників держав 529 року — 530 рік — Список керівників держав 531 року — Список керівників держав за роками

## Європа
- Арморика — король Будік II (? — 544)
- Британські острови:
  - Брінейх — правили два брати король Бран Старий (510-?) та король Кінгар ап Дівнуал (510-?)
  - Бріхейніог — король Рігенеу ап Райн (510–540)
  - Вессекс — король Кердік (519–534)
  - Гвінед — король Майлгун ап Кадваллон (бл. 520–547)
  - Глівісінг — король Кадок Мудрий (523–580)
  - Дал Ріада— король Комгалл (507–538)
  - Дівед — король Гуртевір ап Айргол (495–540)
  - Думнонія — король Кадор ап Герайнт (508–537)
  - Дунотинг — король Дінод Товстий (525–595)
  - Ебрук — король Еліффер ап Ейніон (500–560)
  - Елмет — король Ллаенног ап Масгвід (495–540)
  - Ессекс — король Сіхельм (508–539)
  - Каер Гвенддолеу — король Кейдіо ап Эйніон (505–550)
  - Кент — король Окта (512–540)
  - Мерсія — король Кнебба (517–538)
  - Королівство Пік — король Сауїл Зарозумілий (525–590)
  - плем'я піктів — король Друст III (522/526–530/531)
  - Королівство Повіс — король Кінген Достопам'ятний (519–547)
  - Регед — король Мейрхіон Гул (бл. 490 — бл. 535)
  - Королівство Сассекс — король Кісса (514–567)
  - Стратклайд (Альт Клуіт) — король Клінох ап Думнагуал (ок. 490 — ?)
- плем'я булгарів — хан Сінній (500–530)
- Королівство бургундів — король Годомар II (524–534)
- Вестготське королівство — король Амаларіх (511–531)
- Візантійська імперія — імператор Юстиніан I (527–565)
  - Патріарх Константинопольський — Епіфаній (520–535)
- Королівство гепідів — король Гелемунд (508–548)
- Ірландія — верховний король Муйрхертах мак Ерке (507–534)
  - Айлех — король Муйрхертах мак Ерке (489–534)
  - Коннахт — король Еоган Бел мак Келлайг (502–543)
  - Ленстер — король Кормак мак Айліль (530–539)
  - Манстер — король Федлімід мак Енгус (523–535)
  - Улад — король Керелл мак Моредах (509–532)
- Королівство лангобардів — король Вако (510–540)
- Королівство остготів — король Аталаріх (526–534) править при регентстві своєї матері королеви Амаласунти (526–534)
- Королівство свевів — король Теодемунд (бл. 500 — бл. 550)
- Святий Престол — папа римський Фелікс IV (III) (526–530), його змінив пап римський Боніфацій II (530–532) у проміжку між ними 22 дні правив антипапа Діоскур
- Королівство Тюрингія — король Герменефред (бл. 507–534)
- Франкське королівство — правили три брати:
  - Австразія — король Теодоріх I (Резиденція у Реймсі) (511–534)
  - Суассон — король Хлотар I (511–561)
  - Париж — король Хільдеберт I (511–558)
- Швеція — король Оттар (бл. 515 — бл. 530), його зміниив король Адільс (530–575)

## Азія
- Абазгія — князь Анос (бл. 510 — бл. 530), його змінив князь Гозар (бл. 530 — бл. 550)
- Аль-Хіра (Династія Лахмідів) — цар Аль-Мундір III ібн аль-Нуман (505–554)
- Гаоцзюй — небесний імператор Іфу (516–534)
- Диньяваді (династія Сур'я) — раджа Сур'я Теза (513–544)
- Джабія (династія Гассанідів) — цар Аль-Харіс ібн Джабала (529–569)
- Держава ефталітів — хан Міхіракула (515–533)
- Жужанський каганат — каган Юйцзюлюй Анагуй (520–552)
- Іберійське царство — цар Дачі (502–534)
- Індія:
  - Вішнукундина — цар Індра Бхаттарака Варма (528–555)
  - Імперія Гуптів — магараджа Нарасімагупта (515–530), його змінив магараджа Кумарагупта III (530–540)
  - Західні Ганги — магараджа Дурвініта (529–579)
  - Камарупа — цар Бхутіварман (518–542)
  - Маітрака — магараджа Друвасена I (бл. 520 — бл. 550)
  - Династія Паллавів  — махараджа Віджая Буддхаварман (520–540)
  - Раджарата — раджа Сілакала Амбосаманера (526–539)
  - Чалук'я — араджа Ранаранга Чалук'я (525–535)
- Кавказька Албанія — цар Гурген (510–530), його року Персія остаточно приєднала країну.
- Китай (Південні та Північні династії)
  - Династія Лян — імператор Сяо Янь (У-ді) (502–549)
  - Династія Північна Вей — імператор Юань Цзию (Сяо Чжуан-ді) (528–530), його змінив імператор Юань Е (Чан Гуан-ван) (530–531)
  - Тогон — Муюн Фулянчоу (490–540)
- Корея:
  - Кая (племінний союз) — кимгван Кухьон (521–532)
  - Когурьо — тхеван (король) Анжан (519–531)
  - Пекче — король Сон (523–554)
  - Сілла — ван Попхин Великий (514–540)
- Лазіка — цар Опсіт (527–541)
- Паган — король Тінлі К'яунг II (523–532)
- Персія:
  - Держава Сасанідів — шахіншах Кавад I (488–496, 499–531)
- Тарума (острів Ява) — цар Кандраварман (515–535)
- Фунань — король Рудраварман I (514–550)
- Хим'яр — цар Сімьяфа Ашва (525–536)
- Чампа — князь Рудраварман I (529—572)
- Японія — імператор Кейтай (507—531)

## Африка
- Аксумське царство — негус Калеб (бл. 520-бл. 540)
- Королівство вандалів і аланів — король Хільдерік (523–530), його вбив і почав правити двоюродний брат король Гелімер (530–534)

## Північна Америка
- Цивілізація Майя:
  - Копан — цар Балам-Нен (бл. 504–532)
  - місто Паленке — священний владика К'ан Хой Чітам I (524–565)
  - місто Тікаль — цар Чак-Ток-Ічак IV (528–537)